# Turbo cache
TurboCache – technologia sprzętowo-programowa opatentowana przez nVidię, która umożliwia procesorowi GPU renderowanie bezpośrednio do pamięci systemu, a nie do pamięci karty graficznej. Technologia ta zmniejsza zapotrzebowanie na pamięć na karcie graficznej.

## Cechy architektury TurboCache
- Technologie sprzętowe i programowe, pozwalające renderować bezpośrednio do pamięci systemowej.
- TurboCache Manager (TCM) dynamicznie alokujący pamięć, pozwalający maksymalizować wydajność systemu.
- Inteligentne algorytmy programowe, zwiększają wydajność aplikacji.
- Dwukierunkowa magistrala PCI Express w połączeniu z architekturą TurboCache, zwiększa współczynnik cena/wydajność systemu graficznego.

Technologia TurboCache jest przede wszystkim przeznaczona na rynek ekonomiczny PC, do firm, notebooków itp.

## Wady architektury Turbo Cache
Przy systemach zawierających mało pamięci RAM zwiększenie wydajności jest pozorne. Karta graficzna wprawdzie posiada więcej miejsca na tekstury, lecz zmniejsza się miejsce na dane aplikacji, które są w efekcie lokowane w pagefile/swap (Windows/Linux).